# 黃堅成

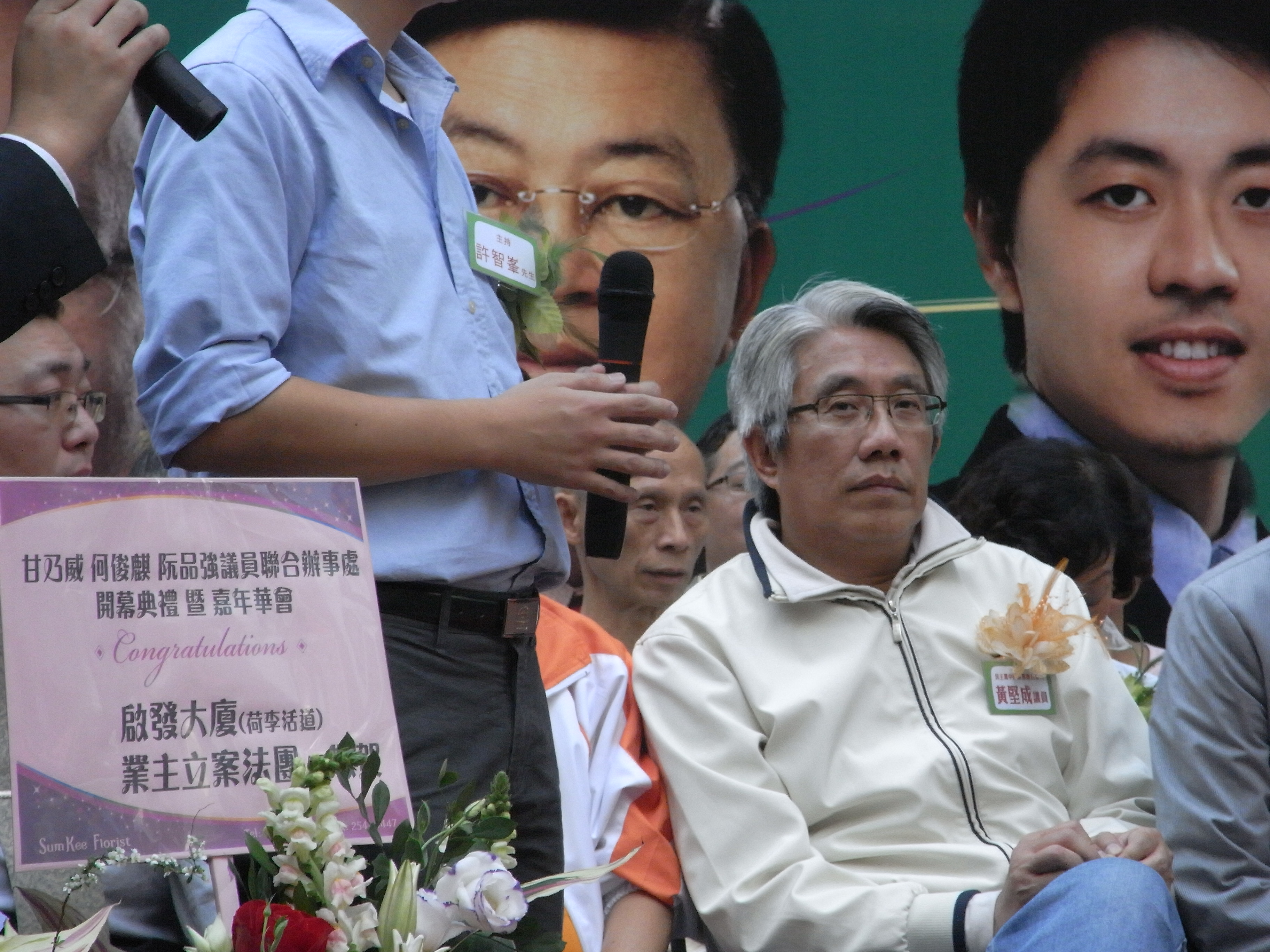
黃堅成, 2010年11月

黃堅成（WONG Kin Shing, Nelson），香港民主黨中西區主要成員，職業為項目總監。2006年6月，因民主黨中西區區議員梁耀祖在車禍喪生，他被民主黨安排參加中西區區議會正街選區補選，結果敗於獨立侯選人李志恆。在2007年香港區議會選舉、2011年香港區議會選舉，他連任中西區區議會水街選區區議員，至2015年香港區議會選舉放棄連任。

## 政綱
黃堅成的參選政綱內容項目繁多，包括民主、人權、2012年雙普選、區議會委任議席、普選、地鐵西區支線、正街扶手電梯、西隧、九龍巴士加價、石塘咀街市、堅尼地城泳池、長者咭、粵曲及旅遊活動等。

## 公職、政黨及社區服務
- 民主黨
  - 香港島支部 常委副主席（2000年－2006年）
  - 香港島支部 常委秘書（2007年－）
  - 中央委員會 委員（2007年－）
- 安榮社會服務中心 顧問
- 保護維港行動 成員